# Франц Ернст Нојман
Франц Ернст Нојман (Јоахимстал, 11. септембар 1798 — Кенигсберг, 23. мај 1895) је био немачки математичар, физичар и минералог.

## Учешће у рату
Његов отац Ернст био је пољопривредник, који је напустио имање и постао посредник у продаји некретнина. Францова мајка је била разведена грофица, а њени родитељи нису јој дозвољавали да се уда за Ернста, јер није био племић. Франц Нојман је растао код мајчиних родитеља и до своје десете године није могао да види мајку. Школовао се у Берлинској гимназији, где се показало да има талент за математику. Међутим због рата између Наполеонове војске и Прусије напустио је 1814. гимназију и учествовао је у рату као добровољац. Наполеон је био поражен 1814, а када је 1815. обновио рат Франц Нојман је поново учествовао у рату. Учествовао је у бици код Лињија 16. јуна 1815, када је био тешко рањен. Одвезли су га у болницу у Диселдорфу, тако да није учествовао у бици код Ватерлоа.

## Студије и докторат
Францов отац је у пожару све изгубио, тако да је јако тешко могао да финансира Францово образовање. Ипак Франц Нојман је завршио гимназију и по очевој жељи уписао је 1817. студиј теологије на Универзитету у Берлину. Преселио се 1818. на Универзитет у Јени, где се почео занимати за минералогију и кристалографију. Спријатељио се са једним од својих професора Кристијаном Вајсом, који је обезбедио Францу стипендију за излете у Шлеску да врши геолошка истраживања. У међувремену му је умро отац, а био је забринут и за мајчино здравље, па је 1822—1823 привремено напустио студије, да би водио мајчин посед. Иако је водио фарму ипак није престао да истражује, па је 1823. написао свој први чланак из кристалографије. Вративши се на Универзитет у Берлину радио је као куратор минералошкога кабинета и спремао се за докторат. Докторирао је 1825. 

## Професор
Током 1826. заједно са Карлом Густавом Јакобијем изабран је за доцента на Универзитету у Кенигсбергу. Током 1828. изабран је за ванреднога, а 1829. за редовнога професора минералогије и физике. Током 1831. истраживао је топлотни капацитет једињења и дошао до резултата познатога као Нојманов закон, да је топлотни капацитет једињења једнак збиру капацитета од атома. Након тога посветио се оптици и проблемима двоструке рефракције.

## Математички семинар и институт
Заједно са Карлом Густавом Јакобијем основао је 1834. математичко-физикални семинар, који се бавио једним делом математиком, а другим делом математичком физиком. Циљ семинара је био да упути студенте у научни рад. Један од његових најпознатијих студената био је Густав Роберт Кирхоф, који је присуствовао семинарима од 1843 до 1846, што му је омогућило да формулише Кирхофове законе. Током 1847. Нојман је наследио новац од своје друге жене, што му је омогућило да изгради физикалну лабораторију.

## Резултати
Током 1832. истраживао је валну природу светлости и добио је резултате сличне као и Огистен Жан Френел и Огистен Луј Коши. Дао је значајан допринос математичкој теорији електричне индукције. Објавио је теорију електричне индукције у два чланака, током 1845. и 1847. и у њима је извео математичке законе електричне индукције. Током 1878. објавио је рад о сферним хармоницима (Beitrage zur Theorie der Kugelfunctionen ).